# 依利安達集團
依利安達集團有限公司（港交所除牌前：1151.HK）（新交所除牌前：E16.SI）-- 香港及新加坡主版上市公司，創辦於1973年，由香港商人蘇章盛先生和曾銘培先生創立，主要業務中港兩地、泰國印刷線路版製造商。
在1984年於香港交易所上市，1992年成功分拆當時旗下依利安達國際在新加坡股票交易所上市；到了2003年，被建滔化工集團（港交所：0148）收購。
之後在2011年，建滔化工集團再分拆已在新加坡上市的本集團在香港交易所介紹形式上市。

## 外部連結
- ElecEltek.com （页面存档备份，存于）
- 香港中文大學與依利安達合作成立科技中心 致力推動本港高科技發展 （页面存档备份，存于）